# Estavans
Els estavans (en llatí: stavani, en grec antic: Σταυανοί) eren un poble de la Sarmàcia europea que vivia al nord de les muntanyes de Bodinos, vora la regió de Volínia. S'especula que la lectura correcta del nom d'aquest poble seria Στλαυάνοι (slavani), és a dir de fet «eslaus».